# Edna Marion
Née Edna Hannam le 12 décembre 1906 et morte le 2 décembre 1957, Edna Marion (aussi connue sous le nom d'Edna Marian) fut une actrice américaine du cinéma muet et des débuts du parlant.

## Biographie
Née à Chicago, Edna Marion joua dans plus d'une cinquantaine de comédies. Elle commença sa carrière dans les années 1920, apparaissant dans Broadway Beauties d'Edward Ludwig puis dans plusieurs productions de Francis Corby. Elle termina cette décennie dans les studios d'Hal Roach aux côtés d'acteurs comme Charley Chase ou Laurel et Hardy (À l'âge de pierre).
En 1926, elle fut l'une des WAMPAS Baby Stars.
Elle est décédée à Hollywood à l'âge de 50 ans.

## Filmographie
- 1924 : Broadway Beauties de Edward Ludwig (CM) :
- 1925 : Her Daily Dozen de Edward Ludwig (CM) : (comme Edna Marian)
- 1925 : My Baby Doll de Edward Ludwig (CM) : (comme Edna Marian)
- 1925 : Powdered Chickens de Edward Ludwig (CM) : (comme Edna Marian)
- 1925 : Putting on Airs de Edward Ludwig (CM) : (comme Edna Marian)
- 1925 : Speak Freely de William Watson (CM) : (comme Edna Marian)
- 1925 : Plenty of Nerve de William Watson (CM) : (comme Edna Marian)
- 1925 : After a Reputation de William Watson (CM) :
- 1925 : Stranded de William Watson (CM) : (comme Edna Marian)
- 1925 : Uncle Tom's Gal de William Watson (CM) : Eva/Topsy/Liza (comme Edna Marian)
- 1925 : Nursery Troubles de William Watson (CM) : (comme Edna Marian)
- 1925 : Eighteen Carat de William Watson (CM) : (comme Edna Marian)
- 1925 : The Desert's Price de W.S. Van Dyke : Nora
- 1926 : A Honeymoon Squabble de William Watson (CM) : (comme Edna Marian)
- 1926 : The Big City de Francis Corby (CM) :
- 1926 : Two Lips in Holland de Lloyd Bacon (CM) :
- 1926 : Say It with Love de Francis Corby (CM) : (comme Edna Marian)
- 1926 : The Mad Racer (en) de Benjamin Stoloff (CM) :
- 1926 : The Still Alarm de Edward Laemmle : Drina Fay
- 1926 : A Haunted Heiress de Francis Corby (CM) :
- 1926 : Movie Madness de Francis Corby (CM) : (comme Edna Marian)
- 1926 : Dare Devil Daisy de Francis Corby (CM) : (comme Edna Marian)
- 1926 : His Girl Friend de Francis Corby (CM) : (comme Edna Marian)
- 1926 : The Daffy Dill de William Watson (CM) :
- 1926 : Wait a Bit de Francis Corby (CM) : (comme Edna Marian)
- 1926 : Dodging Trouble de Harold Beaudine (CM) : Mrs. Brown
- 1926 : The Call of the Wilderness de Jack Nelson : Dorothy Deveau - Land Agent's Daughter
- 1926 : Readin', 'Ritin', 'Rithmetic de Robert Eddy
- 1927 : Busy Lizzie de James Jones (CM) :
- 1927 : Cash and Carry (CM) :
- 1927 : She's My Cousin de Francis Corby (CM) : (comme Edna Marian)
- 1927 : Keeping His Word de Scott Pembroke (CM) : (comme Edna Marian)
- 1927 : Giddy Gobblers de Arvid E. Gillstrom (CM) :
- 1927 : For Ladies Only de Henry Lehrman et Scott Pembroke : Gertie Long
- 1927 : The Sting of Stings de James Parrott (CM) : Edna
- 1927 : Poursuite à Luna-Park (Sugar Daddies) de Fred Guiol et Leo McCarey (CM) : Daughter
- 1927 : The Lighter That Failed de James Parrott (CM) :
- 1927 : Now I'll Tell One de James Parrott (CM) : l'épouse
- 1927 : The Way of All Pants de Leo McCarey et F. Richard Jones (CM) :
- 1927 : Assistant Wives de James Parrott (CM) : The Wife
- 1927 : Never the Dames Shall Meet de James Parrott (CM) :
- 1928 : All for Nothing de James Parrott (CM) :
- 1928 : À l'âge de pierre (Flying Elephants) de Frank Butler (CM) : une femme des cavernes
- 1928 : The Family Group de Fred Guiol et Leo McCarey (CM) :
- 1928 : Aching Youths de Fred Guiol (CM)
- 1928 : À la soupe (From Soup to Nuts) de Edgar Kennedy (CM) : la bonne (non créditée)
- 1928 : Barnum & Ringling, Inc. (en) de Robert F. McGowan (CM) : Maid
- 1928 : Limousine Love de Fred Guiol (CM) : The Bride
- 1928 : The Fight Pest de Fred Guiol et Leo McCarey (CM) :
- 1928 : Imagine My Embarrassment de Hal Yates et Leo McCarey (CM) :
- 1928 : Un homme à boue Should Married Men Go Home? de Leo McCarey et James Parrott (CM) : Blonde Girlfriend (non créditée)
- 1928 : Sinner's Parade de John G. Adolfi : Connie Adams
- 1929 : King of the Campus de Nat Ross (CM) :
- 1929 : L'Art de réussir (Skinner Steps Out) de William J. Craft : Neighbor's Wife
- 1930 : Her Bashful Beau de Sam Newfield (CM) :
- 1930 : Romance of the West (en) de John Tansey et Robert Emmett Tansey : Mary Winters
- 1930 : Today de William Nigh : Gloria Vernon
- 1931 : Marriage Rows (en) de Roscoe Arbuckle (sous le pseudo de William Goodrich) (CM) :
- 1932 : Double assassinat dans la rue Morgue de Robert Florey : Mignette (non créditée)